# Suessetans
|  | No s'ha de confondre amb Suessions. |

Els suessetans (en llatí Suessetani) eren un poble preromà establert a les planes centrals d'Aragó. Alguns els consideren celtes i emparentats als suessions (de la regió de Soissons) i d'altres ibers o celtibers. El seu probable límit oriental va ser el riu Gallego. Les opinions modernes s'inclinen per un poble celta; en el seu territori hi va haver una ciutat anomenada Corbio, i al costat de Soissons hi ha la ciutat de Corbeil. L'arrel Corb- derivaria del nom gal Corbus.
Al començament del segle ii aC eren aliats dels romans però després es van revoltar i el 184 aC la seva ciutat Corbio va ser assetjada, ocupada i destruïda per Aulus Terenci Varró. Ocupaven aproximadament la regió coneguda per Cinco Villas. Després de la seva derrota el seu territori segurament va passar a mans dels vascons, que n'apareixen més tard com posseïdors.